# São Paulo das Missões
São Paulo das Missões este un oraș în Rio Grande do Sul (RS), Brazilia.